# نيمو الصغير (فلم 1911)
نيمو الصغير هو فيلم رسوم متحركة صامت من عمل رسام الكاريكاتير وينسر مكاي، وهو أول فيلم لوينسر تلى ذلك فيلم كيف تعمل البعوضة (1912) والديناصور جيرتي (1914).

## روابط خارجية
- نيمو الصغير على موقع IMDb (الإنجليزية)
- نيمو الصغير على موقع أول موفي (الإنجليزية)
- نيمو الصغير على موقع فيلمافينيتي (الإسبانية)
- نيمو الصغير على موقع قاعدة بيانات الفيلم (الإنجليزية)
- نيمو الصغير على موقع ليتربوكسد (الإنجليزية)
- نيمو الصغير على موقع كينوبويسك (الروسية)